# Кузьмін Петро Степанович
Петро Степанович Кузьмін (1904 — ?) — радянський діяч, голова Саратовського і Астраханського облвиконкомів. Депутат Верховної ради РРФСР 5-го скликання. Депутат Верховної ради СРСР 2-го і 4-го скликань.

## Життєпис
Член ВКП(б) з 1928 року.
У 1943—1949 роках — голова виконавчого комітету Саратовської обласної ради депутатів трудящих.
У 1949—1952 роках — слухач Вищої партійної школи при ЦК ВКП(б).
У 1952—1953 роках — заступник голови виконавчого комітету Астраханської обласної ради депутатів трудящих.
У 1953—1963 роках — голова виконавчого комітету Астраханської обласної ради депутатів трудящих.
З 1963 року — на пенсії.

## Нагороди та відзнаки
- орден Вітчизняної війни ІІ ст.
- медаль «За трудову доблесть»
- медалі